# Villamanín
Villamanín ist eine Gemeinde (Municipio)  mit 876 Einwohnern (Stand: 2024) im nordwestlichen Zentral-Spanien in der Provinz León in der Autonomen Gemeinschaft Kastilien-León. Die Gemeinde besteht neben dem namensgebenden Hauptort Villamanín de la Tercia aus den Ortschaften Arbas del Puerto, Barrio de la Tercia, Busdongo, Camplongo de la Tercia, Casares de Arbas, Cubillas de Arbas, Fontún de la Tercia, Golpejar de la Tercia, Millaro de la Tercia, Pendilla de Arbas, Poladura de la Tercia, Rodiezmo de la Tercia, San Martín de la Tercia, Tonín de Arbas, Velilla de la Tercia, Ventosilla de la Tercia, Viadangos de Arbas und Villanueva de la Tercia.

## Geografie
Villamanín liegt im nördlichen Teil der Provinz León und liegt an den Südhängen des Kantabrischen Gebirges am Benesga in einer Höhe von 1135 m. Die Stadt León liegt etwa 36 Kilometer südlich von Villamanín.

## Bevölkerungsentwicklung
| Jahr        | 1900 | 1950 | 1981 | 1991 | 2001 | 2011 | 2021 |
| ----------- | ---- | ---- | ---- | ---- | ---- | ---- | ---- |
| Einwohner   | 3123 | 2322 | 2091 | 1518 | 1235 | 1104 | 913  |
| Quelle: INE |      |      |      |      |      |      |      |

## Persönlichkeiten
- Ángela Ruiz Robles (1895–1975), Lehrerin und Erfinderin
- Amancio Ortega (* 1936), Textilunternehmer, in Busdongo geboren

## Sehenswürdigkeiten
- Stiftskirche Santa Maria in Arbás del Puerto
- Kirche Enthauptung des Johannes in Villamanín de la Tercia
- Martinskirche in San Martín de la Tercia
- Zyprianuskirche in Poladura de la Tercia
- Rathaus

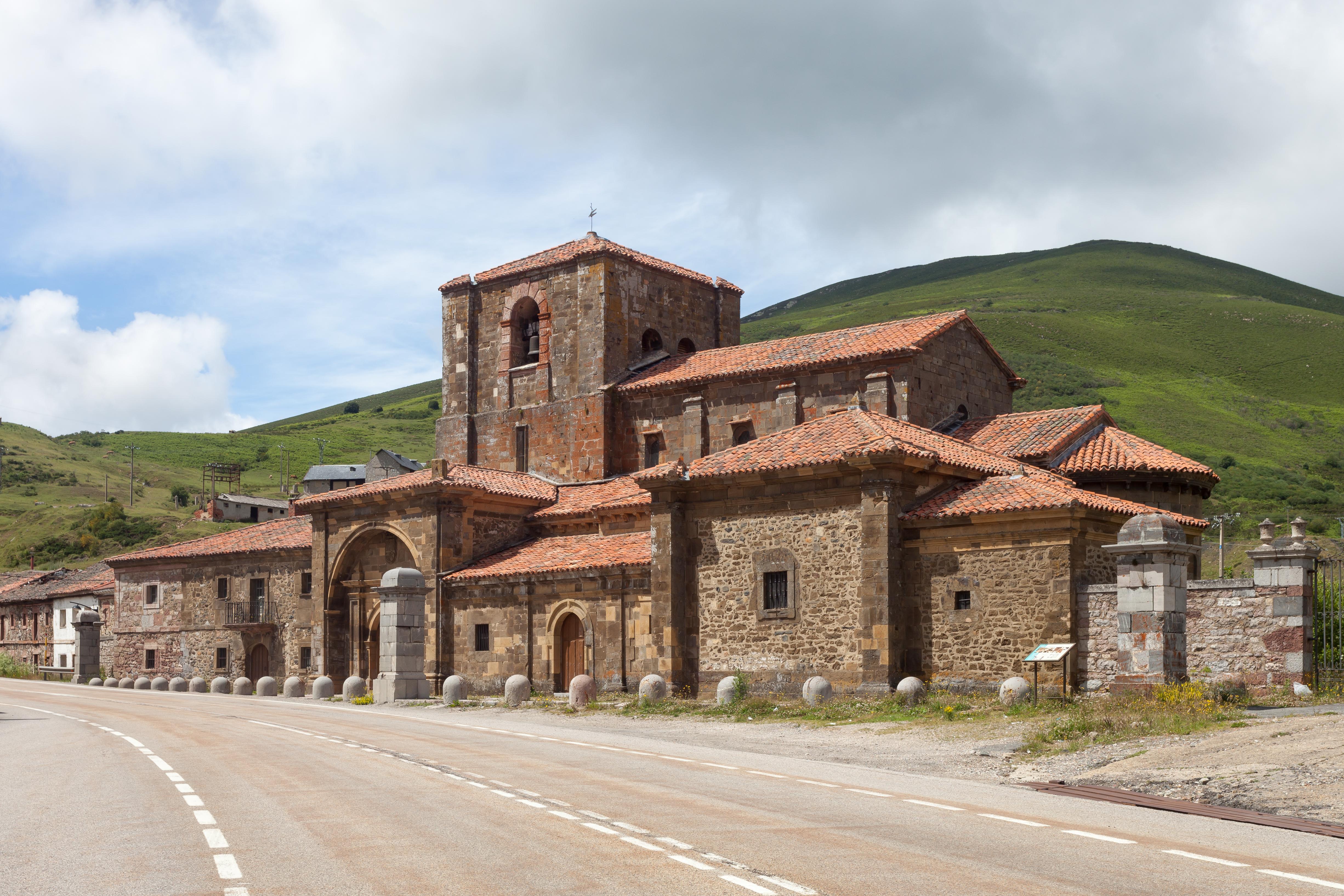
Stiftskirche
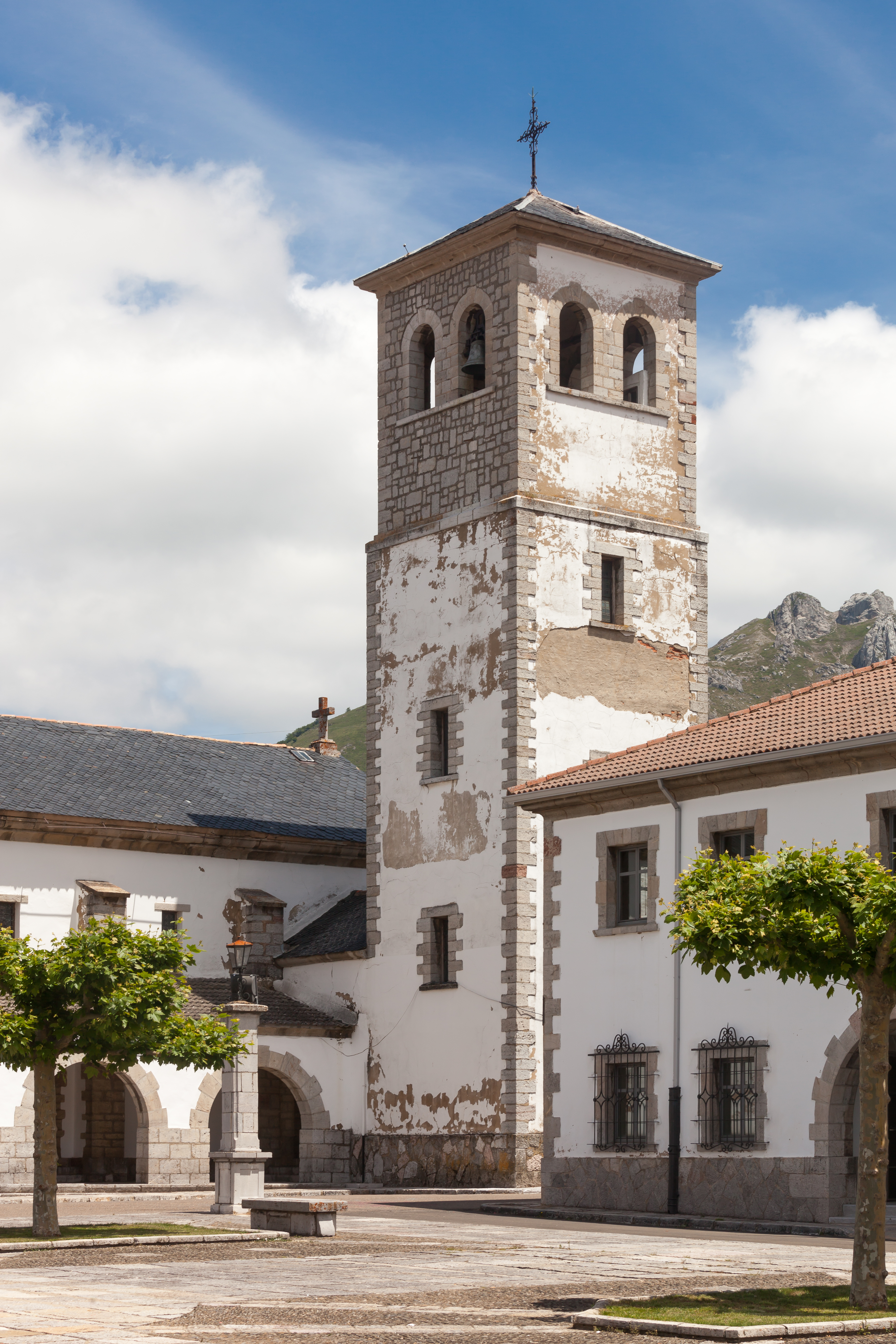
Kirche Enthauptung des Johannes
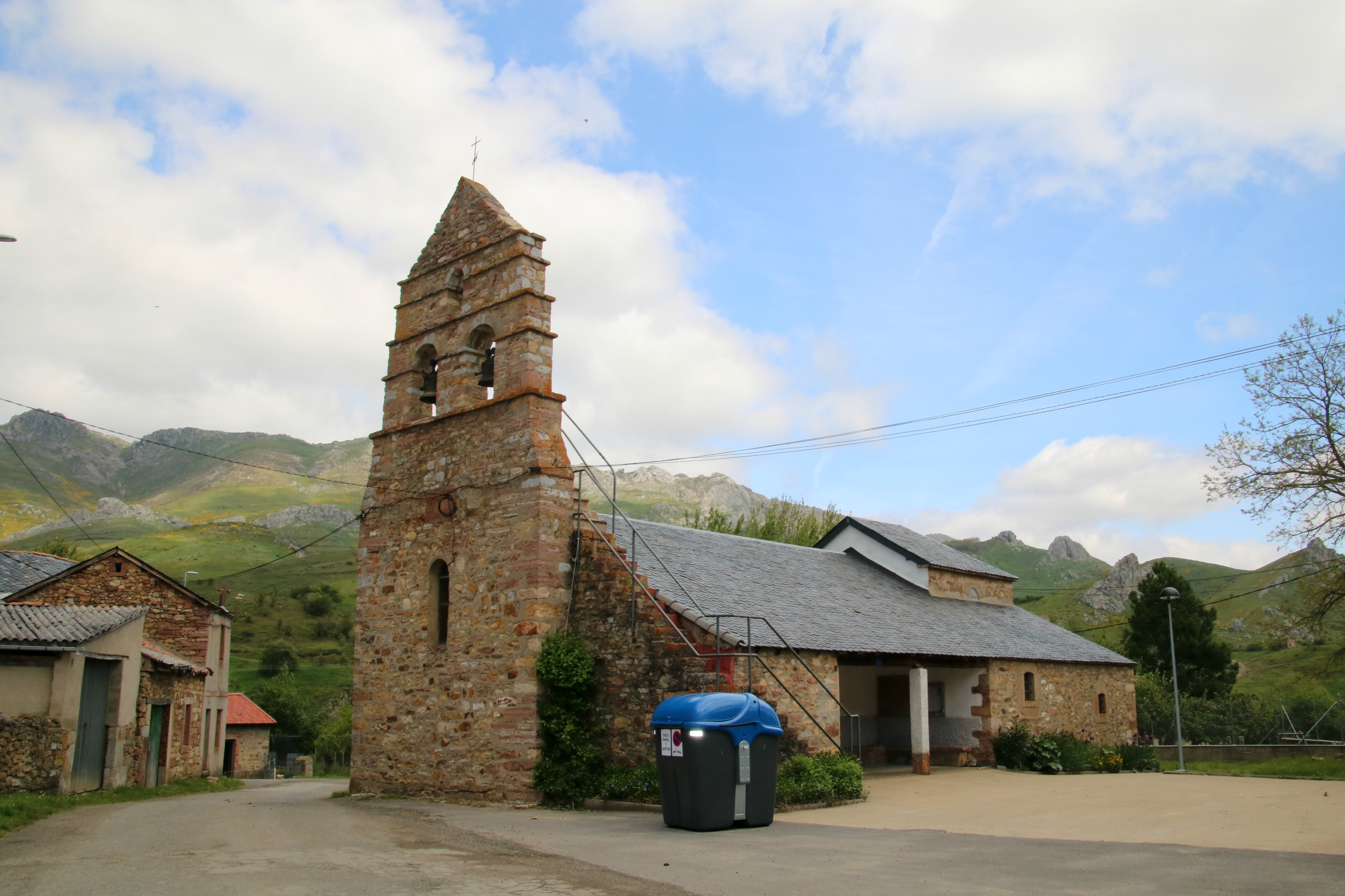
Martinskirche
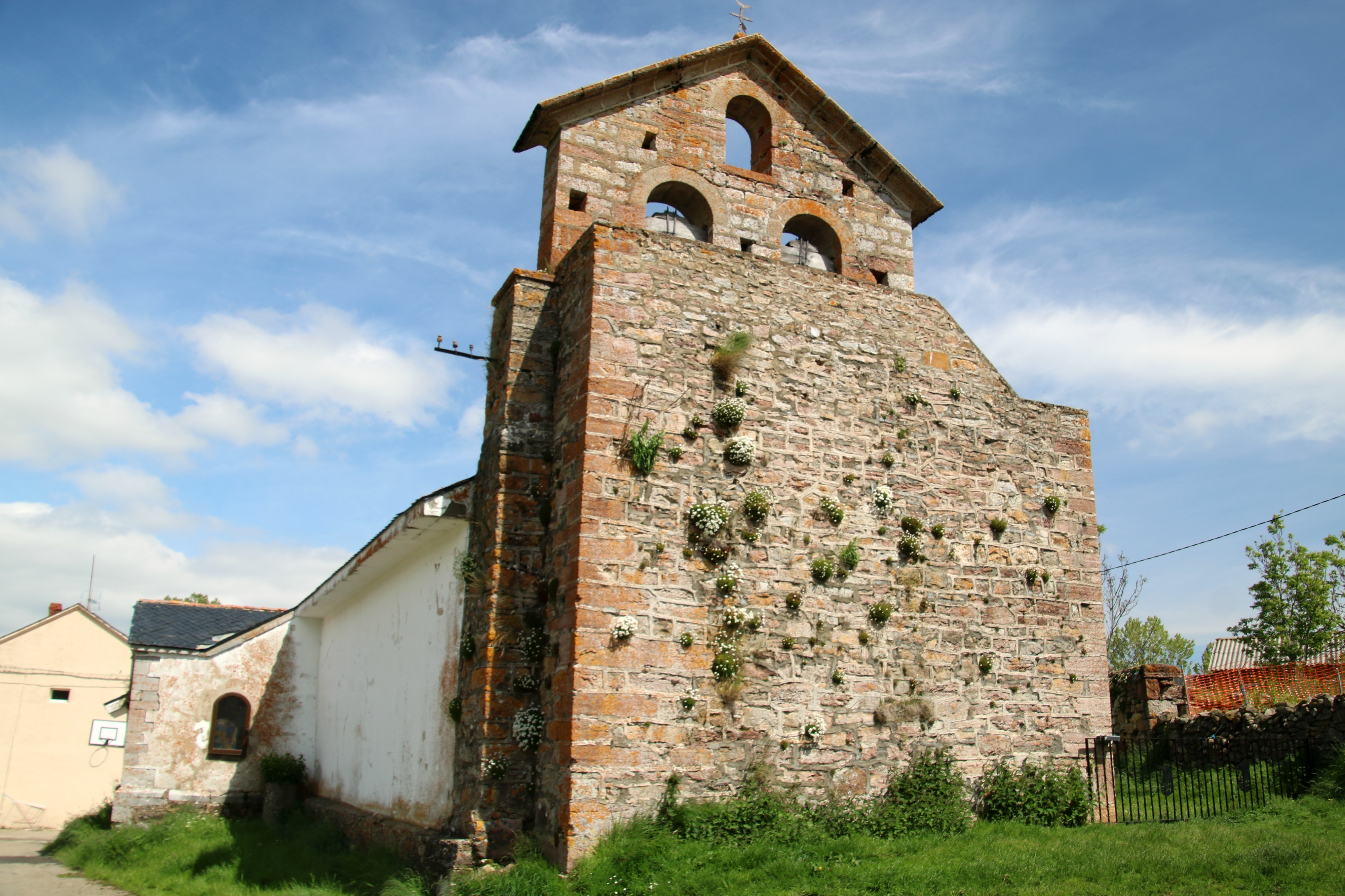
Zyprianuskirche
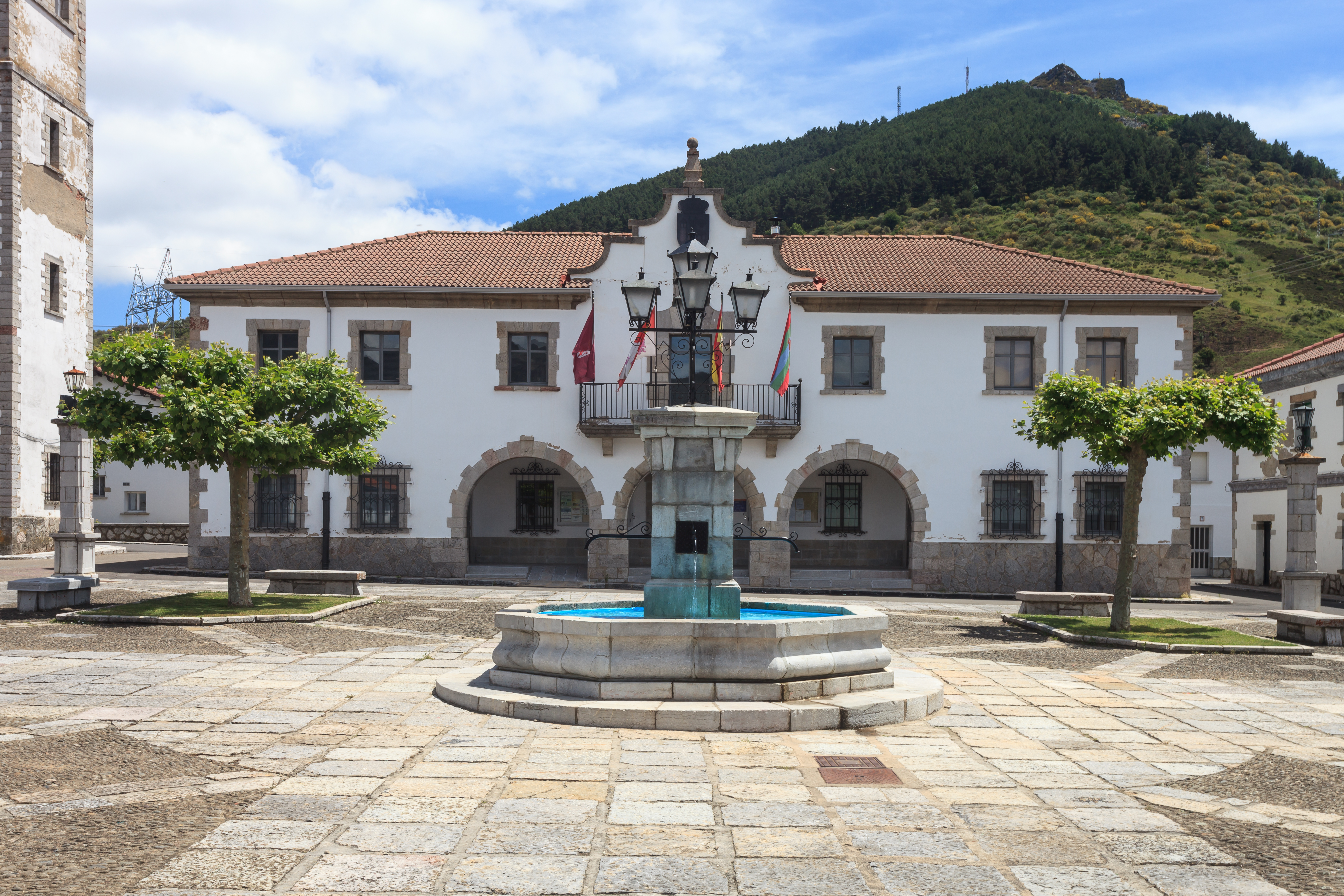
Rathaus